# Odynerus dietrichianus
Odynerus dietrichianus är en stekelart som beskrevs av Henri Saussure. Odynerus dietrichianus ingår i släktet lergetingar, och familjen Eumenidae. Inga underarter finns listade i Catalogue of Life.